# Rhectosemia
Rhectosemia és un gènere d'arnes de la família Crambidae descrit per Julius Lederer el 1863.

## Taxonomia
- Rhectosemia antofagastalis Munroe, 1959
- Rhectosemia argentipunctalis Druce, 1895
- Rhectosemia braziliensis Munroe, 1959
- Rhectosemia compositalis Schaus, 1912
- Rhectosemia excisalis (Snellen, 1900)
- Rhectosemia longistrialis Dognin, 1904
- Rhectosemia multifarialis Lederer, 1863
- Rhectosemia nomophiloides Munroe, 1959
- Rhectosemia striata Munroe, 1959
- Rhectosemia tumidicosta Hampson, 1913
- Rhectosemia vau-signalis Hampson, 1918
- Rhectosemia viriditincta Munroe, 1959